# Neustadt (Flensburg)
Neustadt, Flensburg-Neustadt – okręg administracyjny Flensburga, w Niemczech, w kraju związkowym Szlezwik-Holsztyn. W 2013 roku okręg zamieszkiwało 4134 mieszkańców, z czego Niemcy stanowili 91,3% mieszkańców.